# Евстатий Попдимитров
Евстатий (Евстати, Евстрати, Страти) Попдимитров (изписване до 1945 година: Евстатий попъ Димитровъ) е български иконописец, представител на Дебърската художествена школа.

## Биография
Евстатий Попдимитров е роден в 1857 година в мияшкото малореканско село Осой, тогава в Османската империя, днес в Северна Македония. Учи при Исая Джиков. След 1878 година емигрира в Свободна България и през 1880 – 1893 година работи в Кюстендил и Кюстендилско, като изписва иконите и стенописите в много църкви в региона.
В 1882 – 1883 година Попдимитров изписва стенописите в „Св. св. Петър и Павел“ в брезнишкото село Мещица, които обаче в 1926 година са прерисувани с маслени бои и унижощени от Илия Зографски при поправката на храма.
В 1885 година със Спиро Смилев от Осой изписват стенописите и иконите на църквата „Успение Богородично“ в село Скриняно, изградена в 1889 година и разрушена по-късно от свлачище. В 1886 година Попдимитров изписва стенописите и някои от иконите на църквите „Свети Мина“ и „Успение Богородично“ в Кюстендил. Изписва църквите „Свети Йоаким Осоговски“ в Кутугерци, „Свети Илия“ в Горни Коритен, „Свети Никола“ в Жиленци, „Свети Йоан Кръстител“ в Бобешино, „Свети Димитър“ в Злогош (1883 г.), „Свети Никола“ в Неделкова Гращица (1884 г.), „Свети Георги“ в Берсин (1887 г.), „Свети Димитър“ в Ямборано и „Света Троица“ в Горановци (1886 г.). В 1886 година изписва и новите стенописи в „Свети Никола“ в Слокощица.
Попдимитров рисува стенописите в „Свети Архангел Михаил“ в Шишковци. На иконата на Свети Георги оставя подпис: „1895 Ик. писец Ев. п. Димитров“. В 1893 година отново работи в „Свети Мина“ в Кюстендил.
След 1893 година работи в Пиротско и Нишко.
Умира в Осой в 1915 година.